# Телевидение в КНДР
Телевидение в КНДР подчиняется Центральному комитету радиовещания и телевидения КНДР (кор. 조선중앙방송위원회). По статистике Reuters, на 2017 год доля владельцев телевизоров среди населения КНДР составляла 98 %.

## Технологические данные
- На телевидении КНДР используется система аналоговой передачи сигнала с цветоразрешением PAL 576i и форматом изображения 4:3 (на Корейском центральном телевидении — 16:9 576i, с июня 2018 года — 16:9 1080i). Цветное вещание осуществляется с 1974 года[3]. Изначально в качестве стандарта цветного вещания применялся советско-французский стандарт SECAM, однако в 1993 году он был изменён на PAL-D/K, применяемый в КНР[4]. От СССР также была наследована система мультплексирования частотных каналов телевидения OIRT. В КНДР производятся или импортируются телевизоры, которые в аналоговом качестве совместимы только с PAL, при выявлении других стандартов цветного вещания в ТТХ телевизора устройства подвергаются принудительной «кастрации» с целью предотвращения совместимости с NTSC[5].
- С 10 января 2015 года реализуется постепенный переход на вещание в HD-качестве[6]. Модернизация технических средств, начатая по поручению Ким Чен Ына, привела к тому, что на северокорейском телевидении появились современные технологии производства телепередач: виртуальные студии, аэрофотосъемка и покадровая фотография[7][8].
- Основным средством передачи сигнала является наземное эфирное вещание, однако в Пхеньяне имеется и кабельное телевидение [9].
- С 2012 года вещательными органами КНДР реализуется постепенный переход на цифровое эфирное телевидение[10]. На декабрь 2020 года в КНДР несколько моделей телевизионных приставок, принимающих сигнал всех четырёх северокорейских телеканалов в формате DVB-T2; в зависимости от способа приобретения (на дом/подъезд или для индивидуального пользования) цена составляет от 6 до 22 тысяч северокорейских вон. Также цифровой сигнал можно принимать через приложения ТВ-тюнера планшетных компьютеров «Самджиён[англ.]»[11] или Pyongyang 3404 (с 2019 года)[12], также цифровой сигнал распространяется через IPTV-систему «Манбан»[13]. Основной причиной использования данного формата сообщается то, что DVB-T2 не используется в КНР (где применяется DTMB), Республике Корея (применяется ATSC) и Японии (применяется ISDB-T), однако этот стандарт используется в России, Тайване и Вьетнаме[14][15].
- Логотип Корейского центрального телевидения в эфире размещается в верхнем левом углу, тогда как логотипы остальных телеканалов размещаются в верхнем правом углу.
- Во время отображения УЭИТ в последние 30 минут перед началом эфира Корейского центрального телевидения, Мансудэ и Рённамсана вместо тестового звука проигрывается классическая музыка и патриотические песни КНДР; на последней минуте перед началом эфира включаются позывные «Голоса Кореи»: для Корейского центрального телевидения - в тональности до мажор, для телеканала "Мансудэ" - в тональности си-бемоль мажор. Часы в УЭИТ Корейского центрального телевидения, Рённамсана и Спортивного телевидения настроены на привычный 24-часовой формат, в УЭИТ Мансудэ - на 12-часовой.
- УЭИТ Является практически полностью переделанной таблицей Philips PM5544.

## Программная политика
Состояние свободы вещания является одним из худших в мире, однако в 2010-х годах построение сетки вещания северокорейских телеканалов улучшилось. Передаются международные новости, отмечается высокое качество образовательных и научно-популярных программ. Документальные фильмы выходят в эфир часто, и обычно посвящены теме здоровья, корейской и мировой истории и географии. Для всех четырёх телеканалов обязательным условием является включение в сетку вещания выпуска новостей Корейского центрального телевидения, выходящего в эфир ежедневно в 20:00.

## Телеканалы

### Корейское центральное телевидение
Старейший телеканал КНДР, начавший регулярное вещание в 1963 году. По состоянию на 2015 год является единственным северокорейским телеканалом, имеющим выход в Интернет и на спутниковое вещание; KCTV имеет свой канал на YouTube (с 2017 года начаты онлайн-стримы эфира на YouTube) и страницу в социальной сети Facebook. Спутниковое вещание осуществляется в HD-качестве в формате 16:9, с 4 декабря 2017 года начато тестовое эфирное вещание в формате 16:9 SDTV, окончательно сменённое на HDTV в июне 2018 года.

### Мансудэ
Телеканал, ориентированный на трансляцию отцензуренного зарубежного контента, с ограниченным доступом к вещанию для простых граждан КНДР.

### Рённамсан
Образовательный телеканал, ориентированный на студентов северокорейских вузов.

### Спортивное телевидение
Спортивное телевидение (체육텔레비죤, другой вариант перевода — Атлетическое телевидение) — спортивный телеканал в КНДР, вещающий на корейском языке. Канал начал своё официальное вещание 15 августа 2015 года. Основу вещания составляют трансляции спортивных состязаний с участием спортсменов из КНДР, документальные фильмы и передачи об истории спорта в КНДР и мире и о развитии массового спорта.
Данных о частоте пока что нет. При запуске канал вещал по субботам и воскресеньям с 19:00 до 22:00, к 2019 году были внесены корректировки: добавлен дополнительный час эфирного времени в день (с 18:00 до 22:00) и канал осуществляет свою эфирную деятельность уже только по воскресеньям. В 20:00 PYT на канале транслируется выпуск новостей Корейского центрального телевидения. На канале используется та же настроечная таблица, что и на Корейском центральном телевидении (до 4 декабря 2017 года) и Рённамсане, однако вместо коня Чхоллима (символа УЭИТ КЦТВ) используется спортивный кубок, а вместо слова «Пхеньян» — слово «Спорт» (체육).

## Телевещательные станции

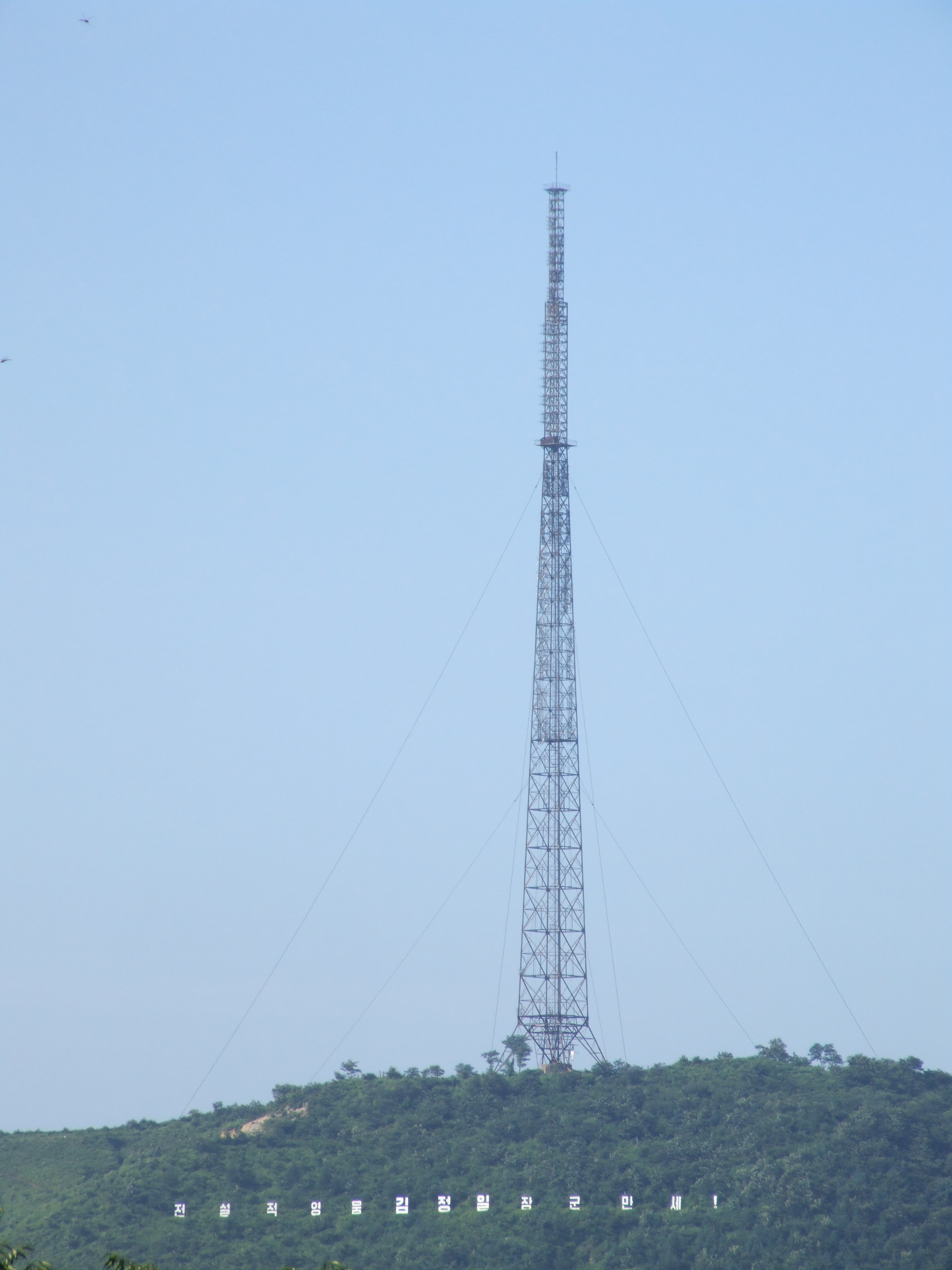
Телевышка в Кэсоне, с которой ведётся иновещание на Республику Корею

- Пхеньянская телебашня
- Кэсонская телевышка

## Технологии IPTV
16 августа 2016 года в КНДР компанией «Манбан - Информационно-технологический сервис» (директор Ким Юнг-мин) была презентована система IPTV «Манбан», основанная на интерфейсе Netflix и техническом оборудовании, сходном с южнокорейской системой Roku. Доступ к ней осуществляется через интранет-сеть «Кванмён». Работа системы осуществляется в Пхеньяне, Синыйджу и Саривоне. По состоянию на март 2018 года правительством КНДР была установлена коммерческая цена для приобретения гражданами КНДР комплекта оборудования для использования сети — 650 китайских юаней.

## Распределение основных частот вещания
В разных источниках материалов о телевидении КНДР даются разные, порой взаимопротиворечащие данные о распределении основных эфирных частот вещания северокорейских телеканалов:
- В Книге фактов телевидения и радио (основной классический источник) упоминается о трёх эфирных передатчиках на Пхеньянской телебашне. Согласно этому частотному плану, по состоянию на 2013 год, использовались только метровые частоты ТВК: 5 ТВК — Мансудэ, 9 ТВК — Рённамсан, 12 ТВК — Корейское центральное телевидение. Однако уже в 2013 году обновлённые данные стали противоречить классическим фактам: при обзоре ТВ-тюнера планшета «Самджиён» North Korea Tech в августе 2013 года были выявлены новые препрограммированные дециметровые частоты 25 и 31 ТВК[11], а в ноябре 2014 года появились данные, что количество эфирных частот сократилось до двух (10 и 12 ТВК)[30][31], что соответствовало распределению эфирных дней телеканалов "Мансудэ" и "Рённамсан" в 2012—2015 годах, при этом Корейское центральное телевидение заняло 10-ю частоту, остальные каналы — 12 ТВК. По косвенным данным от Daily NK, это было связано с тем, что в 2009 году на частоте 95,5 МГц было запущено вещание новой радиостанции "Чосон Инмингун FM", ориентированной на Корейскую народную армию[32], а использование российской системы планирования частотных каналов не позволяло в дальнейшем эксплуатировать телевещание на 5 ТВК, так как его полоса была занята новой радиостанцией.
- В 2016 году японскими обозревателями в независимом блоге blogofmobile.com, была опубликована статья, в которой был указан иной план телевизионных частот в Пхеньяне, включающий вещание на 9, 17, 25 и 33 ТВК[33].
- Распределение кнопок эфирного вещания в IPTV «Манбан» (август 2016):

| Телеканал                         | Кнопка |
| --------------------------------- | ------ |
| Корейское центральное телевидение | 1      |
| Мансудэ(до 2015)                  | 2      |
| Рённамсан                         | 3      |
| Спортивное телевидение            | 4      |
| Корейское центральное радио       | 5      |

## Вещание зарубежных телеканалов
В связи с особенностями политического режима КНДР простым гражданам запрещён просмотр зарубежных телеканалов и передач. Для иностранных гостей в гостиницах предусмотрен специальный пакет телеканалов, транслирующихся через особые сети. По данным корееведа Константина Асмолова, для каждого гостиничного номера предусмотрены разные пакеты телеканалов. По состоянию на ноябрь 2016 года иностранные гости, размещаемые в гостинице «Корё», могут смотреть следующие телеканалы:
- BBC World News
- Аль-Джазира
- CCTV (5—6 каналов)[35]
- Корейское центральное телевидение, Мансудэ, Рённамсан, Спортивное телевидение
- Russia Today, НТВ-Мир
- Беларусь 24
- CNN
- France 24
- NHK World

В 2019 году в сетях кабельного ТВ в отеле «Рянган» были доступны следующие телеканалы:
- Корейское центральное телевидение, Мансудэ
- Shanghai Dragon TV, CCTV Music, CCTV Finance, CCTV Science and Education, CGTN, Hunan TV, CCTV-14, Jiangsu TV, CCTV News, CCTV-4 International
- Аль-Джазира
- BBC World News
- Phoenix Chinese, Phoenix InfoNews, Sun TV
- Russia Today, ТНТ International
- Беларусь 24
- CNN
- France 24
- NHK World

Ещё три зарубежных телеканала принимались с неуверенным сигналом и не были опознаны.